# Passé virtuel
Pour plus de détails, voir Fiche technique et Distribution.
Passé virtuel ou Le Treizième Étage au Québec (The Thirteenth Floor) est un film de science-fiction germano-américain coécrit et réalisé par Josef Rusnak, sorti en 1999. Il s'agit de la seconde adaptation du roman Simulacron 3 de Daniel F. Galouye (1964), après le téléfilm allemand Le Monde sur le fil (Welt am Draht, 1973).

## Synopsis
Informaticien de premier plan à la tête d’une société travaillant à la création d'univers virtuels, Hannon Fuller (Armin Mueller-Stahl) a conçu un programme simulant les années 1930 (1937) de sa jeunesse et s’y connecte de temps à autre pour y évoluer et même y assouvir quelques fantasmes. Au cours d’une de ses immersions dans la simulation, il laisse à destination de son associé Douglas Hall (Craig Bierko) un message témoignant d’une découverte qu'il qualifie d'effrayante. Une fois déconnecté, de retour dans le monde réel, il se rend dans un bar d'où il téléphone à Douglas. En sortant de ce bar, il est assassiné de plusieurs coups de couteaux par un inconnu. La police soupçonne rapidement Douglas, que tout semble accabler, du meurtre du scientifique. Pour comprendre ce qui s'est passé, Douglas va devoir s’immerger à son tour dans le monde virtuel. Mais voilà que surgit de façon inattendue Jane Fuller (Gretchen Mol), qui se présente comme la fille du savant assassiné, et désirant prendre la tête de la société pour la liquider…

## Fiche technique
- Titre original : The Thirteenth Floor
- Titre français : Passé virtuel
- Titre québécois : Le Treizième Étage
- Réalisation : Josef Rusnak
- Scénario : Ravel Centeno-Rodriguez et Josef Rusnak, d'après le roman Simulacron 3 de Daniel F. Galouye (1964)
- Direction artistique : Frank Bollinger et Barry Chusid
- Décors : Kirk M. Petruccelli
- Costumes : Joseph A. Porro
- Photographie : Wedigo von Schultzendorff
- Montage : Henry Richardson
- Musique : Harald Kloser
- Production : Roland Emmerich, Ute Emmerich et Marco Weber
- Sociétés de production : Centropolis Entertainment ; Columbia Pictures (coproduction)
- Sociétés de distribution : Columbia Pictures (États-Unis) ; Columbia TriStar Films (France), Jugendfilm-Verleih (Allemagne)
- Pays d'origine :  Allemagne /  États-Unis
- Langue originale : anglais
- Genre : science-fiction
- Durée : 97 minutes
- Dates de sortie :
  - Danemark : 16 avril 1999 (avant-première mondiale)
  - États-Unis : 28 mai 1999
  - France : 18 août 1999
  - Belgique : 1er septembre 1999
  - Allemagne : 25 novembre 1999

## Distribution
Légende : Version Française = VF[réf. nécessaire] et Version Québécoise = VQ
- Craig Bierko (VF : Luc Mitéran ; VQ : Daniel Picard) : Douglas Hall / John Ferguson / David
- Armin Mueller-Stahl (VF : Marc Cassot ; VQ : Vincent Davy) : Hannon Fuller / Grierson
- Gretchen Mol (VF : Laura Préjean ; VQ : Violette Chauveau) : Jane Fuller / Natasha Molinaro
- Vincent D'Onofrio (VF : Patrick Mancini ; VQ : François Sasseville) : Jason Whitney / Jerry Ashton
- Dennis Haysbert (VF : Thierry Desroses ; VQ : Guy Nadon) : Inspecteur Larry McBain
- Steven Schub (VF : Damien Boisseau) : inspecteur Zev Bernstein
- Jeremy Roberts (VF : François Siener ; VQ : Bernard Fortin) : Tom Jones
- Rif Hutton (VQ : Marc-André Bélanger) : Joe
- Leon Rippy (VQ : Thomas Donohue) : l'avocat de Jane
- Janet MacLachlan : Ellen
- Bob Clendenin (VQ : François Tassé) : le gérant de banque
- Tia Texada : la colocataire de Natasha
- Shiri Appleby : Bridget Manilla
- Brooks Almy : la mère de Bridget
- Hadda Brooks : la pianiste du lounge
- Hans Zimmer : un des barmen (caméo)

## Production
Le film est une coproduction  de Columbia Pictures et Centropolis Entertainment. Le thème de ce film est tiré du roman Simulacron 3 de Daniel F. Galouye, avec quelques adaptations permettant de mieux différencier à l'écran le monde « réel »  du monde « simulé » : le second, contemporain du premier dans le livre, est situé un demi-siècle plus tôt dans le film, et affecté volontairement d'une légère dominante sépia.
Dans le générique de fin, le groupe The Cardigans utilise la chanson Erase/Rewind (en), issue de leur album Gran Turismo, sorti un an avant le film.
Le tournage a lieu à Los Angeles en Californie.

## Accueil
Le film sort en avant-première mondiale le 16 avril 1999 au Danemark. Il sort le  28 mai 1999 aux États-Unis, le 18 août 1999 en France, le 1er septembre 1999 en Belgique et le 25 novembre 1999 en Allemagne.